# Малый Верх-Нейвинский пруд
Ма́лый пруд, или Ма́лый Верх-Не́йвинский пруд, — искусственно созданный пруд на реке Нейве, в посёлке Верх-Нейвинском Свердловской области России. Как и Верх-Нейвинский пруд, Малый является бывшим заводским прудом посёлка.

## География
Малый пруд расположен в верховьях реки Нейвы, ниже Верх-Нейвинского пруда на 1 км по течению реки. Площадь зеркала Малого пруда — 0,151 км², что приблизительно в 86 раз меньше площади Верх-Нейвинского пруда.
Ширина пруда составляет 0,3—0,5 км, постепенно увеличиваясь по течению реки. Пруд имеет форму воронки. В 4 км ниже по течению реки от Малого пруда расположен Рудянский пруд.
Пруд расположен в западной части посёлка Верх-Нейвинского. В левобережье Нейвы и на западном берегу Малого пруда ранее был расположен один из четырёх концов посёлка — Заре́ка. Сейчас там расположены в основном мелкие предприятия и всего несколько жилых домов. С севера пруд ограничивает земляная дамба длиной около 500 м бывшего Нижне-Верх-Нейвинского завода. Здесь река Нейва зарегулирована плотиной. В правобережье Нейвы, на восточном берегу пруда, расположены жилые дома по улице Ленина. На юге пруд имеет очень малую ширину. В том месте, где Нейва впадает в Малый пруд, построен каменный пешеходный мост через реку.
В настоящее время западная часть Малого пруда частично заболочена. В восточной части пруда есть отмель, поросшая травой, что напоминает небольшой остров.

## Ихтиофауна
В Малом пруду обитает рыба: ёрш, карась, лещ, окунь, плотва, щука, язь. Можно встретить и ценные виды рыбы: хариус и таймень.

## История
В 1796 году на Нейве, ниже Верх-Нейвинского завода одной верстой по течению реки горнозаводчиком Иваном Саввичем Яковлевым был создан новый Нижне-Верх-Нейвинский завод — вспомогательное предприятие Верх-Нейвинского чугуноплавильного и железоделательного завода.
Малый пруд был создан в 1804 году при строительстве плотины Нижне-Верх-Нейвинского завода. Длина плотины составляла 693,4 м, ширина в основании — 21,3 м, в верхней части — 10,7 м. Ранее участок реки Нейвы между Большим и Малым прудами был шире, что видно на старых фотографиях посёлка Верх-Нейвинского. Путь в западную часть посёлка, в том числе на железнодорожный вокзал, лежал по северному берегу Малого пруда — сейчас же проехать можно по мосту в районе Школьной улицы.
В 1912 году Нижне-Верх-Нейвинский завод был закрыт, а пруд утратил своё практическое значение.
Последняя реконструкция плотины пруда была проведена в 1999 году, а последний капитальный ремонт — в 2005 году.